# Григорьевское сельское поселение (Краснодарский край)
Григорьевское сельское поселение — муниципальное образование в Северском районе Краснодарского края России.
В рамках административно-территориального устройства Краснодарского края ему соответствует Григорьевский сельский округ.
Административный центр — станица Григорьевская.

## География
Поселение расположено в центральной части района. Оно граничит на севере с Новодмитриевским, на востоке с Калужским, на юге с Шабановским, на западе со Смоленским сельскими поселениями, а также на юге с МО город Горячий Ключ.

## История
Станица Григорьевская основана в 1864 году как местечко Григорьевское при одноименном военном укреплении. Григорьевское военное укрепление существовало с 1860 по 1866 годы. В 1880-х годах местечко было преобразовано в слободу Григорьевскую. К 1939 году слобода была преобразована в станицу Григорьевскую.
В 1880 году была построена и освящена Успенская деревянная церковь.
В слободке существовало одноклассное смешанное училище, Закон Божий в котором преподавал местный священник Иоанн Трофимовский.

## Население
| 2010  | 2012  | 2013  | 2014  | 2015  | 2016  | 2017  |
| ----- | ----- | ----- | ----- | ----- | ----- | ----- |
| 2316  | ↗2327 | ↗2360 | ↘2359 | ↗2384 | ↗2428 | ↗2455 |
| 2018  | 2019  | 2020  | 2021  | 2023  |       |       |
| ↗2510 | ↗2562 | ↗2611 | ↘2518 | ↘2502 |       |       |

## Населённые пункты
В состав сельского поселения (сельского округа) входят 2 населённых пункта:
| № | Населённый пункт | Тип населённого пункта | Население (чел.) |
| - | ---------------- | ---------------------- | ---------------- |
| 1 | Григорьевская    | станица                | ↗1436            |
| 2 | Ставропольская   | станица                | ↘831             |